# Samuel Pümpin

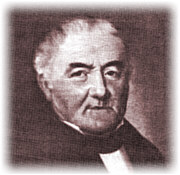
Inspektor Samuel Pümpin

Samuel Pümpin (* 30. Juni 1776 in Gelterkinden; † 2. November 1853 in Basel) war ein Schweizer Politiker.

## Familie
Samuel Pümpin war der Sohn des Schreiners Heinrich Pümpin und der Barbara Stauber von Zetzwil. 1804 heiratete er Elisabeth Hofer von Zeglingen, sie hatten eine Tochter, aber die Frau starb bei der Geburt. 1810 heiratete er Barbara Gerster von Gelterkinden, mit der er fünf Kinder hatte. 

## Beruf
Pümpin erlernte Tischler. Neben dem Schreinergewerbe betrieb Samuel Pümpin aber auch noch die Landwirtschaft.

## Politik
Inspektor Pümpin, wie er genannt wurde, spielte in Gelterkinden, später in Basel, eine grosse Rolle. Er war Gemeindeschreiber, Gemeinderat und später Gemeindepräsident. Ferner war er Vertreter des oberen Baselbiets im Grossen Rat von Basel. 1810 wurde er ins Zivilgericht gewählt, das er bald auch präsidierte. 1811 wird Samuel mit „Hauptmann“ betitelt. Es scheint, dass er schon damals Inspektor des 3. Militärbezirks war. Schon nach wenigen Jahren wurde er zum Major befördert. Das Amt des Inspektors beinhaltet die Verantwortung für Ausrüstung und Bewaffnung der Basler Milizsoldaten. Ebenso überwachte er die militärische Ausbildung und es wurden regelmässige Schiessübungen unter seiner Kontrolle durchgeführt. Bei den kantonalen Trennungswirren war er vehementer Gegner einer Kantonstrennung und einer der führenden Köpfe der Gelterkinder Baseltreuen. Im Gelterkinder-Sturm, als die Baselbieter das baseltreue Gelterkinden überfielen, musste er das Dorf fluchtartig verlassen. Nach der Kantonstrennung verkaufte er seine Liegenschaften in Gelterkinden und verlegte seinen Wohnsitz nach Basel. Er wollte nicht unter der neuen landschaftlichen Regierung leben. In Basel wurde er bald darauf in den Kleinen Rat (die Kantonsregierung) gewählt. Am 3. Februar 1834 dankten ihm die Basler mit dem Ehrenbürgerrecht der Stadt.